# Los Yébenes
Los Yébenes – gmina w Hiszpanii, w prowincji Toledo, w Kastylii-La Mancha, o powierzchni 677,46 km². W 2011 roku gmina liczyła 6367 mieszkańców.